# Lepismatidae
Los lepismátidos (Lepismatidae) son una familia de insectos primitivos sin alas pertenecientes al orden Zygentoma con alrededor de 190 especies descritas. La familia contiene a los dos apterigotos más familiares, el pececillo de plata (Lepisma saccharina) y el insecto de fuego (Thermobia domestica).
Los lepismátidos son insectos alargados y aplanados, la mayoría de los cuales son carroñeros. El abdomen está normalmente cubierto de diminutas escamas y termina con tres cercos o "colas" de aproximadamente la misma longitud. Los ojos compuestos son pequeños y bien separados.